# Keizer (Oregon)
Keizer és una població dels Estats Units a l'estat d'Oregon. Segons el cens del 2006 tenia 34.880 habitants.

## Demografia
Segons el cens del 2000, Keizer tenia 32.203 habitants, 12.110 habitatges, i 8.646 famílies. La densitat de població era de 1.719,7 habitants per km².
Dels 12.110 habitatges en un 35,6% hi vivien nens de menys de 18 anys, en un 55,8% hi vivien parelles casades, en un 11,2% dones solteres, i en un 28,6% no eren unitats familiars. En el 22,4% dels habitatges hi vivien persones soles el 8,4% de les quals corresponia a persones de 65 anys o més que vivien soles. El nombre mitjà de persones vivint en cada habitatge era de 2,64 i el nombre mitjà de persones que vivien en cada família era de 3,07.
Per edats la població es repartia de la següent manera: un 27,7% tenia menys de 18 anys, un 8,2% entre 18 i 24, un 30,1% entre 25 i 44, un 21,9% de 45 a 60 i un 12,2% 65 anys o més.
L'edat mediana era de 34 anys. Per cada 100 dones de 18 o més anys hi havia 91,2 homes.
La renda mediana per habitatge era de 45.052$ i la renda mediana per família de 49.977$. Els homes tenien una renda mediana de 37.138$ mentre que les dones 27.032$. La renda per capita de la població era de 20.119$. Aproximadament el 6,2% de les famílies i el 9,3% de la població estaven per davall del llindar de pobresa.

## Poblacions més properes
El següent diagrama mostra les poblacions més properes.